# Hello Kitty (пісня Авріл Лавін)
«Hello Kitty» (англ. Привіт Кітті) — четвертий сингл п'ятого студійного альбому канадської поп-рок/поп-панк співачки Авріл Лавін — Avril Lavigne. В США пісня вийшла 23 травня 2014.

## Список пісень
- Цифрове завантаження

1. "Hello Kitty" – 3:18

## Чарти
Тижневі чарти
| Чарт (2013-14)                     | Місце |
| ---------------------------------- | ----- |
| Japan (Hot Top Airplay)            | 82    |
| Gaon International Downloads Chart | 70    |
| US Billboard Hot 100               | 75    |

## Нагороди
| Рік  | Нагорода             | Категорія         | Результат |
| ---- | -------------------- | ----------------- | --------- |
| 2016 | VEVOCertified Awards | 100.000.000 views | Перемога  |